# 倉本大悟
倉本 大悟（くらもと だいご、1994年7月10日 - ）は、日本の男性総合格闘家。奈良県出身。JAPAN TOP TEAM所属。

## 来歴
兄の影響で5歳から空手を始め小学生の頃に極真空手全国青少年大会2位。
中学からは柔道部に所属し奈良県大会2位、近畿大会5位、高校では大阪府大会3位、優勝等の戦績を残す。社会人で柔道を続けていたが、コロナ禍で試合がなくなったことをラストチャンスと捉え格闘技を始める。
アマチュアMMA戦績は8戦7勝(4KO)1敗。

### Breaking Down
2021年9月26日、BREAKING DOWN 2でにっけんくんと対戦し、1R46秒パンチ連打で勝利を収めた。

### DEEP
2022年9月11日、プロデビュー戦となったDEEP TOKYO IMPACT 2022 5th ROUNDで岩倉優輝と対戦し、3-0の判定勝利を収めた。
2024年3月9日、DEEP 118 IMPACTで元修斗世界ライト級王者の川名TENCHO雄生と対戦し、3-0の判定勝利を収めた。
2024年5月3日、DEEP 118 IMPACTで元DEEPライト級王者・元戦極ライト級王者の北岡悟と対戦し、1Rの終盤にボディへの膝蹴りでダウンを取りパウンドでTKO勝ちを収めた。
2024年11月17日、RIZIN初出場となったRIZIN LANDMARK 10でキム・ギョンピョと対戦し、1Rにテイクダウンされるとパウンドの連打を受けてTKO負けを喫した。

## 戦績

### プロ総合格闘技
| 総合格闘技 戦績 | 総合格闘技 戦績 | 総合格闘技 戦績 | 総合格闘技 戦績 | 総合格闘技 戦績 | 総合格闘技 戦績 | 総合格闘技 戦績 |
| --------------- | --------------- | --------------- | --------------- | --------------- | --------------- | --------------- |
| 9 試合          | (T)KO           | 一本            | 判定            | その他          | 引き分け        | 無効試合        |
| 7 勝            | 4               | 0               | 3               | 0               | 0               | 0               |
| 2 敗            | 2               | 0               | 0               | 0               | 0               | 0               |

| 勝敗 | 対戦相手         | 試合結果                                 | 大会名                           | 開催年月日     |
| ○    | トミー渡部       | 3R 2:10 TKO（右ストレート→パウンド）     | DEEP TOKYO IMPACT 2025 1st ROUND | 2025年3月23日  |
| ×    | キム・ギョンピョ | 1R 3:59 TKO（グラウンドパンチ）          | RIZIN LANDMARK 10                | 2024年11月17日 |
| ○    | 北岡悟           | 1R 4:54 TKO（ボディへの膝蹴り→パウンド） | DEEP 119 IMPACT                  | 2024年5月3日   |
| ○    | 川名TENCHO雄生   | 5分2R終了 判定3-0                        | DEEP 118 IMPACT                  | 2024年3月9日   |
| ○    | 井上竜旗         | 1R 0:16 KO（右フック）                   | DEEP TOKYO IMPACT 2023 7th ROUND | 2023年12月9日  |
| ○    | 涌井忍           | 1R 1:09 TKO（スタンドパンチ連打）        | DEEP 115 IMPACT                  | 2023年9月18日  |
| ○    | 前田啓           | 5分2R終了 判定3-0                        | DEEP TOKYO IMPACT 2023 2th ROUND | 2023年3月25日  |
| ×    | 森俊樹           | 1R 0:31 TKO（グラウンドパンチ）          | DEEP TOKYO IMPACT 2022 7th ROUND | 2022年12月10日 |
| ○    | 岩倉優輝         | 5分2R終了 判定3-0                        | DEEP TOKYO IMPACT 2022 5th ROUND | 2022年9月11日  |

### アマチュア総合格闘技
| 勝敗 | 対戦相手   | 試合結果                          | 大会名          | 開催年月日    |
| ○    | にっけん君 | 1R 0:46 TKO（スタンドパンチ連打） | Breaking Down 2 | 2021年9月26日 |